# A Ferencvárosi TC 1924–1925-ös szezonja
A Ferencvárosi TC 1924–1925-ös szezonja szócikk a Ferencvárosi TC első számú férfi labdarúgócsapatának egy szezonjáról szól, mely összességében és sorozatban is a 22. idénye volt a csapatnak a magyar első osztályban. A klub fennállásának ekkor volt a 26. évfordulója.

## Mérkőzések
| Színmagyarázat | Színmagyarázat |
| -------------- | -------------- |
|                | Győzelem.      |
|                | Döntetlen.     |
|                | Vereség.       |

### Bajnokság (I. osztály) 1924–25

#### Őszi fordulók
| 1924. szeptember 8. |

| Ferencváros  | 2 – 0       | Kispest |
| ------------ | ----------- | ------- |
| Pataki Kohut | Jegyzőkönyv |         |

| Üllői út, Budapest |

| 1924. szeptember 28. |

| III. Kerületi TVE | 0 – 3       | Ferencváros      |
| ----------------- | ----------- | ---------------- |
|                   | Jegyzőkönyv | Steczovits Kohut |

| Hungária körút, Budapest |

| 1924. október 12. |

| Törekvés SE | 1 – 1       | Ferencváros |
| ----------- | ----------- | ----------- |
|             | Jegyzőkönyv | Sándor      |

| Hungária körút, Budapest |

| 1924. október 19. |

| MTK | 11 – 2      | Ferencváros |
| --- | ----------- | ----------- |
|     | Jegyzőkönyv | Kohut Héger |

| Hungária körút, Budapest |

| 1924. november 1. |

| Újpest | 1 – 1       | Ferencváros |
| ------ | ----------- | ----------- |
|        | Jegyzőkönyv | Kelemen     |

| Megyeri út, Újpest |

| 1924. november 9. |

| Ferencváros                 | 5 – 0       | BEAC |
| --------------------------- | ----------- | ---- |
| Kohut Steczovits Tóth Potya | Jegyzőkönyv |      |

| Üllői út, Budapest |

| 1924. november 16. |

| Ferencváros        | 2 – 0       | VAC |
| ------------------ | ----------- | --- |
| Kelemen Tóth Potya | Jegyzőkönyv |     |

| Üllői út, Budapest |

| 1924. november 23. |

| Ferencváros | 2 – 2       | Nemzeti SC |
| ----------- | ----------- | ---------- |
| Kohut       | Jegyzőkönyv |            |

| Üllői út, Budapest |

| 1924. november 26. |

| Ferencváros  | 2 – 0       | Budapesti TC |
| ------------ | ----------- | ------------ |
| Kohut Pataki | Jegyzőkönyv |              |

| Üllői út, Budapest |

| 1924. november 30. |

| Ferencváros | 1 – 1       | Vasas |
| ----------- | ----------- | ----- |
| Kevitzky    | Jegyzőkönyv |       |

| Üllői út, Budapest |

| 1924. december 7. |

| Ferencváros        | 3 – 0       | Zuglói AC |
| ------------------ | ----------- | --------- |
| Kelemen Tóth Potya | Jegyzőkönyv |           |

| Üllői út, Budapest |

#### Tavaszi fordulók
| 1925. február 22. |

| Zuglói AC | 3 – 3       | Ferencváros      |
| --------- | ----------- | ---------------- |
|           | Jegyzőkönyv | Kohut ög' Sándor |

| Üllői út, Budapest |

| 1925. március 1. |

| Nemzeti SC | 0 – 0               | Ferencváros |
| ---------- | ------------------- | ----------- |
|            | (0 – 0) Jegyzőkönyv |             |

| Üllői út, Budapest |

| 1925. március 8. |

| Budapesti TC | 1 – 0       | Ferencváros |
| ------------ | ----------- | ----------- |
|              | Jegyzőkönyv |             |

| Üllői út, Budapest |

| 1925. március 15. |

| Ferencváros  | 2 – 1       | Újpest |
| ------------ | ----------- | ------ |
| Sándor Kohut | Jegyzőkönyv |        |

| Üllői út, Budapest |

| 1925. március 22. |

| Ferencváros  | 2 – 0       | Törekvés SE |
| ------------ | ----------- | ----------- |
| Sándor Kohut | Jegyzőkönyv |             |

| Üllői út, Budapest |

| 1925. április 5. |

| Vasas | 0 – 2       | Ferencváros |
| ----- | ----------- | ----------- |
|       | Jegyzőkönyv | Domján      |

| Hungária körút, Budapest |

| 1925. április 12. |

| Ferencváros | 2 – 1               | MTK |
| ----------- | ------------------- | --- |
| Héger Kohut | (0 – 1) Jegyzőkönyv |     |

| Üllői út, Budapest |

| 1925. április 26. |

| Ferencváros | 1 – 1       | III. Kerületi TVE |
| ----------- | ----------- | ----------------- |
| Kelemen     | Jegyzőkönyv |                   |

| Üllői út, Budapest |

| 1925. május 10. |

| Kispest | 0 – 1       | Ferencváros |
| ------- | ----------- | ----------- |
|         | Jegyzőkönyv | Kohut       |

| Hungária körút, Budapest |

| 1925. május 25. |

| BEAC | 1 – 0       | Ferencváros |
| ---- | ----------- | ----------- |
|      | Jegyzőkönyv |             |

| Üllői út, Budapest |

| 1925. június 5. |

| VAC | 0 – 0               | Ferencváros |
| --- | ------------------- | ----------- |
|     | (0 – 0) Jegyzőkönyv |             |

| Budapest |

Országos bajnoki döntő
| 1925. június 7. |

| Ferencváros          | 2 – 2 (h. u.) | Diósgyőr |
| -------------------- | ------------- | -------- |
| Nikolsburger Kelemen | Jegyzőkönyv   |          |

| Üllői út, Budapest |

Országos bajnoki döntő, megismételt mérkőzés
| 1925. június 9. |

| Ferencváros | 2 – 1       | Diósgyőr |
| ----------- | ----------- | -------- |
| Kohut ög'   | Jegyzőkönyv |          |

| Üllői út, Budapest |

Országos bajnoki döntő
| 1925. június 11. |

| Ferencváros | 1 – 0       | Szombathelyi AK |
| ----------- | ----------- | --------------- |
| Kelemen     | Jegyzőkönyv |                 |

| Üllői út, Budapest |

Országos bajnoki döntő
| 1925. június 14. |

| MTK | 0 – 0               | Ferencváros |
| --- | ------------------- | ----------- |
|     | (0 – 0) Jegyzőkönyv |             |

| Hungária körút, Budapest |

(folytatását lásd az 1925–26-os szezonnál)

#### A végeredmény
| #  | Csapat            | J  | Gy | D | V  | Rg | Kg | Gk  | P  | Megjegyzés |
| -- | ----------------- | -- | -- | - | -- | -- | -- | --- | -- | ---------- |
| 1  | MTK               | 22 | 18 | 2 | 2  | 65 | 16 | +49 | 38 | Bajnok     |
| 2  | Ferencvárosi TC   | 22 | 11 | 8 | 3  | 37 | 24 | +13 | 30 |            |
| 3  | Vasas SC          | 22 | 10 | 7 | 5  | 38 | 25 | +13 | 27 |            |
| 4  | III. Kerületi TVE | 22 | 7  | 9 | 6  | 24 | 25 | -1  | 23 |            |
| 5  | Újpesti TE        | 22 | 7  | 8 | 7  | 29 | 18 | +11 | 22 |            |
| 6  | Nemzeti SC        | 22 | 8  | 6 | 8  | 29 | 32 | -3  | 22 |            |
| 7  | VAC               | 22 | 7  | 8 | 7  | 19 | 23 | -4  | 22 |            |
| 8  | Kispest AC        | 22 | 6  | 7 | 9  | 20 | 28 | -8  | 19 |            |
| 9  | BEAC              | 22 | 7  | 4 | 11 | 21 | 45 | -24 | 18 |            |
| 10 | Törekvés SE       | 22 | 4  | 8 | 10 | 30 | 34 | -4  | 16 |            |
| 11 | Zuglói AC         | 22 | 4  | 7 | 11 | 23 | 42 | -19 | 15 | Kiesett    |
| 12 | Budapesti TC      | 22 | 3  | 6 | 13 | 13 | 26 | -13 | 12 | Kiesett    |

### Magyar kupa 1924–25
| 1925. május 13. |

| VAC | 1 – 1       | Ferencváros |
| --- | ----------- | ----------- |
|     | Jegyzőkönyv | Steczovits  |

| Hungária körút, Budapest |

- A mérkőzés a hosszabbításban félbeszakadt. Megismételték.

| 1925. május 22. |

| VAC | 0 – 3       | Ferencváros          |
| --- | ----------- | -------------------- |
|     | Jegyzőkönyv | Kelemen Nikolsburger |

| Hungária körút, Budapest |

- Megismételt mérkőzés.

| 1925. május 27. |

| Ferencváros                           | 5 – 2       | Törekvés SE |
| ------------------------------------- | ----------- | ----------- |
| Kohut Kelemen Nikolsburger Hungler II | Jegyzőkönyv |             |

| Üllői út, Budapest |

(folytatását lásd az 1925–26-os szezonnál)

### Egyéb mérkőzések
| 1924. augusztus 24. |

| Simmering | 0 – 3       | Ferencváros            |
| --------- | ----------- | ---------------------- |
|           | Jegyzőkönyv | Kohut Sándor Matkovich |

| Bécs |

| 1924. augusztus 27. |

| Rapid Wien | 1 – 1       | Ferencváros |
| ---------- | ----------- | ----------- |
|            | Jegyzőkönyv | Pataki      |

| Bécs |

| 1924. augusztus 30. |

| Građanski Zagreb | 1 – 2       | Ferencváros  |
| ---------------- | ----------- | ------------ |
|                  | Jegyzőkönyv | Kohut Sándor |

| Belgrád |

| 1924. augusztus 31. |

| Građanski Zagreb | 2 – 3       | Ferencváros         |
| ---------------- | ----------- | ------------------- |
|                  | Jegyzőkönyv | Furmann Héger Kohut |

| Belgrád |

| 1924. szeptember 13. |

| Ferencváros | 1 – 1       | Simmering |
| ----------- | ----------- | --------- |
| Szalai      | Jegyzőkönyv |           |

| Üllői út, Budapest |

| 1924. szeptember 21. |

| Temesvári AC | 0 – 1       | Ferencváros |
| ------------ | ----------- | ----------- |
|              | Jegyzőkönyv | Steczovits  |

| Temesvár |

| 1924. október 5. |

| Ferencváros | 1 – 2       | Hakoah Vienna |
| ----------- | ----------- | ------------- |
| Sándor      | Jegyzőkönyv |               |

| Üllői út, Budapest |

| 1924. október 26. |

| Ferencváros | 1 – 3       | Rapid Wien |
| ----------- | ----------- | ---------- |
| Kohut       | Jegyzőkönyv |            |

| Üllői út, Budapest |

| 1924. december 20. |

| Beogradski SK | 0 – 2       | Ferencváros           |
| ------------- | ----------- | --------------------- |
|               | Jegyzőkönyv | Tóth Potya Steczovits |

| Belgrád |

| 1924. december 21. |

| Jugoszlavija | 3 – 1       | Ferencváros |
| ------------ | ----------- | ----------- |
|              | Jegyzőkönyv | Kohut       |

| Belgrád |

| 1924. december 25. |

| Libertas | 1 – 3       | Ferencváros           |
| -------- | ----------- | --------------------- |
|          | Jegyzőkönyv | Furmann Kohut Kelemen |

| Firenze |

| 1924. december 26. |

| Livorno | 1 – 1       | Ferencváros |
| ------- | ----------- | ----------- |
|         | Jegyzőkönyv | Steczovits  |

| Livorno |

| 1924. december 28. |

| Alba FC | 0 – 5       | Ferencváros                |
| ------- | ----------- | -------------------------- |
|         | Jegyzőkönyv | Steczovits Kelemen Steiner |

| Róma |

| 1925. január 1. |

| Modena FC | 2 – 4       | Ferencváros                  |
| --------- | ----------- | ---------------------------- |
|           | Jegyzőkönyv | Steczovits Pataki Tóth Potya |

| Modena |

| 1925. január 4. |

| Sporting Club Pisa | 2 – 2       | Ferencváros       |
| ------------------ | ----------- | ----------------- |
|                    | Jegyzőkönyv | Steczovits Pataki |

| Pisa |

| 1925. január 6. |

| Pro Vercelli 1892 | 0 – 2       | Ferencváros       |
| ----------------- | ----------- | ----------------- |
|                   | Jegyzőkönyv | Tóth Potya Pataki |

| Vercelli |

| 1925. január 11. |

| Cremona | 0 – 2       | Ferencváros  |
| ------- | ----------- | ------------ |
|         | Jegyzőkönyv | Kohut Pataki |

| Cremona |

| 1925. február 15. |

| Ferencváros | 0 – 2       | Vienna FC |
| ----------- | ----------- | --------- |
|             | Jegyzőkönyv |           |

| Üllői út, Budapest |

| 1925. március 25. |

| Slavia Praha | 6 – 0       | Ferencváros |
| ------------ | ----------- | ----------- |
|              | Jegyzőkönyv |             |

| Prága |

| 1925. március 29. |

| Ferencváros | 1 – 0       | Slavia Praha |
| ----------- | ----------- | ------------ |
| Steczovits  | Jegyzőkönyv |              |

| Hungária körút, Budapest |

| 1925. április 13. |

| Ferencváros | 0 – 5       | Wiener SC |
| ----------- | ----------- | --------- |
|             | Jegyzőkönyv |           |

| Hungária körút, Budapest |

| 1925. április 19. |

| Ferencváros | 0 – 0               | Hakoah Vienna |
| ----------- | ------------------- | ------------- |
|             | (0 – 0) Jegyzőkönyv |               |

| Üllői út, Budapest |

| 1925. május 17. |

| Ferencváros, MTK, Vasas, Újpest vegyes | 4 – 1       | Bolton Wanderers |
| -------------------------------------- | ----------- | ---------------- |
| Orth Jeszmás Takács II                 | Jegyzőkönyv |                  |

| Üllői út, Budapest |

| 1925. június 20. |

| Eintracht Frankfurt | 2 – 2       | Ferencváros      |
| ------------------- | ----------- | ---------------- |
|                     | Jegyzőkönyv | Steczovits Kohut |

| Frankfurt am Main |

| 1925. június 21. |

| SV Darmstadt 98 | 4 – 1       | Ferencváros |
| --------------- | ----------- | ----------- |
|                 | Jegyzőkönyv | Kohut       |

| Darmstadt |

| 1925. június 25. |

| Hertha Berlin | 3 – 1       | Ferencváros |
| ------------- | ----------- | ----------- |
|               | Jegyzőkönyv | Kohut       |

| Berlin |

| 1925. június 28. |

| Erfurt | 1 – 1       | Ferencváros |
| ------ | ----------- | ----------- |
|        | Jegyzőkönyv | Steczovits  |

| Erfurt |

| 1925. június 29. |

| Wacker München | 3 – 2       | Ferencváros        |
| -------------- | ----------- | ------------------ |
|                | Jegyzőkönyv | Steczovits Kelemen |

| München |

## Külső hivatkozások
- A csapat hivatalos honlapja (magyarul)
- Az 1924–1925-ös szezon menetrendje a tempofradi.hu-n (magyarul)